# Liriodendrine

La liriodendrine, substance retirée de l'écorce du liriodendron (ou tulipier), est un hétéroside aux propriétés antiarythmiques qui en font un succédané de la quinidine. Ce lignane vrai est également isolé de Pittosporum,, et d'Éleuthérocoque, Eleutherococcus senticosus Rupr. and Maxim., Araliacées (syn. Ginseng de Sibérie).